# XVI съезд ВКП(б)
XVI съезд Всесою́зной коммунисти́ческой па́ртии (большевико́в) проходил в Москве с 26 июня по 13 июля 1930.
На Съезде присутствовало 2159 делегатов, из них 1268 делегатов с решающим и 891 с совещательным голосом, представлявших 1 260 874 члена и 711 609 кандидатов в члены партии.

## Порядок дня
- 1. Политический отчёт ЦК (И. В. Сталин)
И. В. Сталин призвал выполнить первую пятилетку в четыре года и назвал главные задачи развития страны:

- Первое. Создание на Востоке второй угольно-металлургической базы, в рамках чего должны были быть возведены металлургические комбинаты на Урале и в Кузбассе. Освоен Кузбасс, построены тракторный завод в Челябинске, машиностроительный в Свердловске, автомобильный в Нижнем Новгороде, комбайновые в Новосибирске и Саратове и т. д.
- Второе. Создание крупных сельскохозяйственных предприятий.
- Третье. Решение кадровой проблемы.
- Четвёртое. Борьба с бюрократией.
- Пятое. Систематическое повышение производительности труда.
- Шестое. Проблема снабжения.
- Седьмое. Упорядочение всего кредитного дела.
- Восьмое. Создание «солидных» резервов.

- 2. Организационный отчёт ЦК (Л. М. Каганович)
- 3. Отчётный доклад Центральной ревизионной комиссии (М. Ф. Владимирский)
- 4. Отчёт Центральной контрольной комиссии (Г. К. Орджоникидзе)
- 5. Отчёт делегации ВКП(б) в ИККИ (В. М. Молотов)
- 6. Выполнение пятилетнего плана промышленности (В. В. Куйбышев)
- 7. Колхозное движение и подъём сельского хозяйства (Я. А. Яковлев)
- 8. Задачи профсоюзов в реконструктивный период (Н. М. Шверник)
- 9. Выборы центральных учреждений партии

## Решения съезда
В отчётном докладе ЦК и в принятой по этому вопросу резолюции съезда был дан анализ международного и внутреннего положения СССР, определены основные задачи нового этапа строительства социализма. Успехи строительства социализма в деревне выразились в массовом колхозном движении. К съезду в основных зерновых районах колхозы объединяли 40-50 % крестьянских хозяйств. Съезд одобрил переход к политике ликвидации кулачества как класса на основе сплошной коллективизации.
Съезд отметил, что успешное социалистическое строительство обеспечивалось решительной борьбой на два фронта — против троцкизма и против правого уклона в ВКП(б). Съезд объявил взгляды правой оппозиции несовместимыми с принадлежностью к ВКП(б).
Съезд обратил внимание на необходимость дальнейшего улучшения и удешевления государственного аппарата, поставил задачу продолжить чистку органов управления, усилить борьбу с бюрократизмом, добиться точного выполнения постановлений партии и правительства.
Одобрив деятельность делегации ВКП(б) в Исполкоме Коминтерна, съезд отметил большие заслуги Коминтерна в разгроме троцкизма и правого оппортунизма, поддержал выработанные Коминтерном организационные мероприятия, направленные на очищение компартий от правых и «левых» оппортунистов.
Заслушав и обсудив доклад о выполнении пятилетнего плана промышленности, съезд отметил, что партия добилась перевыполнения плановых показателей, и увеличил первоначальные намётки плана. Особое внимание обращалось на всемерный подъём тяжёлой индустрии, ускорение темпов развития чёрной и цветной металлургии, внедрение передовой технологии, производство новых машин и оборудования, необходимых для технической реконструкции всех отраслей хозяйства. Съезд принял решение создать в ближайшее время на востоке вторую угольно-металлургическую базу страны — Урало-Кузнецкий комбинат. Съезд предложил форсировать развитие тех отраслей промышленности, которые связаны с укреплением обороноспособности СССР.
На съезде всесторонне рассматривался вопрос о колхозном движении. Поскольку в области коллективизации пятилетка была перевыполнена, съезд признал необходимым пересмотреть пятилетний план развития сельского хозяйства. Главная задача заключалась в завершении (в основном) социалистического преобразования деревни, в хозяйственном укреплении колхозов.
По вопросу о профсоюзах съезд подчеркнул необходимость повышения их роли в социалистическом строительстве, определил их очередные задачи: развернуть соцсоревнование и движение ударничества, повысить квалификацию рабочих, бороться с косностью и бюрократизмом. Съезд выдвинул лозунг «Профсоюзы лицом к производству!»
XVI съезд ВКП(б) вошёл в историю как съезд развёрнутого наступления социализма по всему фронту. Он дал установку на форсирование темпов создания материально-технической базы социализма, на ликвидацию всех капиталистических элементов в стране.
На съезде были избраны:
Центральный Комитет — 71 член, 67 кандидатов в члены ВКП(б)
Центральная ревизионная комиссия — 13 членов
Центральная контрольная комиссия — 187 членов

## Основные итоги съезда
Хозяйственные
- Съезд поручил добиться выполнения первой пятилетки в 4 года.
- Вошёл в историю как съезд развёрнутого наступления социализма[источник не указан 722 дня].
- Зафиксировал факт, что СССР превратился из аграрной страны в индустриально-колхозную социалистическую державу[источник не указан 722 дня].

Политические
- Сталинской группировке удалось избавиться от «правой оппозиции», возглавляемой Бухариным и Рыковым, преемником Ленина на посту главы Совнаркома, и выступавшей за умеренный подход к коллективизации и индустриализации. Как отмечает американский историк Шейла Фицпатрик, это была последняя из открыто действовавших фракций, и ее разгром знаменовал запоздалый ввод в действие ленинского запрета на фракционную деятельность от 1921 г. В дальнейшем всем партийным группировкам оставалось лишь быть мелкими и тайными, все их будут давить в зародыше.  Именно в это время оформился культ Сталина: все правительственные инициативы теперь приписывались Сталину лично[1].